# Nick Dunning
Nick Dunning (* 1959 in Wexford, Irland) ist ein irischer Theater- und Filmschauspieler.
Dunning begann seine Karriere als Schauspieler bei der Royal Shakespeare Company, am Royal National Theatre und am Royal Court Theatre.
Am bekanntesten dürften seine Darstellung des Attalos in Alexander und des Thomas Boleyn in der Fernsehserie Die Tudors sein. Für diese Darstellung erhielt er einen Irish Film and Television Award als Bester Nebendarsteller.

## Filmografie (Auswahl)
- 1988: The Bill (Fernsehserie, 1 Folge)
- 1991: London schafft alle (London Kills Me)
- 1993, 1997: Casualty (Fernsehserie, 2 Folgen)
- 1993: Der Aufpasser (Minder; Fernsehserie, 1 Folge)
- 1998: Coronation Street (Fernsehserie, 2 Folgen)
- 1999: Inspector Barnaby (Midsomer Murders; Fernsehserie, 1 Folge)
- 2004: Alexander
- 2005: Inspector Lynley (The Inspector Lynley Mysteries; Fernsehserie, 1 Folge)
- 2007: Waking the Dead – Im Auftrag der Toten (Waking the Dead; Fernsehserie, 2 Folgen)
- 2007: My Boy Jack
- 2007–2008: Die Tudors (The Tudors; Fernsehserie)
- 2008: 50 Dead Men Walking – Der Spitzel (Fifty Dead Men Walking)
- 2009: Triage
- 2011: Die Eiserne Lady (The Iron Lady)
- 2012: Vexed (Fernsehserie, 3 Folgen)
- 2012: Hatfields & McCoys (Fernsehfilm)
- 2013–2015: Da Vinci’s Demons (Fernsehserie)
- 2014: Der Pathologe – Mörderisches Dublin (Quirke; Fernseh-Dreiteiler)
- 2015: The Frankenstein Chronicles (Fernsehserie, 1 Folge)
- 2017: Father Brown (Fernsehserie, 1 Folge)
- 2022: Lola